# Боски (окръг, Тексас)
Окръг Боски (на английски: Bosque County) е окръг в щата Тексас, Съединени американски щати. Площта му е 2598 km², а населението - 17 204 души (2000). Административен център е град Меридиън.